# Premi Emmy 1968
La cerimonia dei Premi Emmy 1968, nota retroattivamente come 20ª edizione dei Primetime Emmy Awards (20th Primetime Emmy Awards), si è tenuta all'Hollywood Palladium a Los Angeles (California) il 19 maggio 1968. 
La cerimonia fu presentata da Frank Sinatra. 

## Primetime Emmy Awards
Per le candidature, furono presi in considerazione i programmi trasmessi tra il 27 marzo 1967 e il 6 marzo 1968.

### Migliore serie televisiva drammatica
- Missione Impossibile (Mission: Impossible)
- Agente speciale (The Avengers)
- I giorni di Bryan (Run for Your Life)
- Le spie (I Spy)
- Star Trek

### Migliore serie televisiva comica o commedia
- Get Smart
- Gli eroi di Hogan (Hogan's Heroes)
- Lucy Show (The Lucy Show)
- Tre nipoti e un maggiordomo (Family Affair)
- Vita da strega (Bewitched)

### Migliore attore in una serie drammatica
- Bill Cosby – Le spie
- Raymond Burr – Ironside
- Robert Culp – Le spie
- Ben Gazzara – I giorni di Bryan
- Martin Landau – Missione Impossibile

### Migliore attore in una serie comica
- Don Adams – Get Smart
- Richard Benjamin – He & She
- Sebastian Cabot – Tre nipoti e un maggiordomo
- Brian Keith – Tre nipoti e un maggiordomo
- Dick York – Vita da strega

### Miglior attore protagonista in un singolo episodio di una serie drammatica
- Melvyn Douglas - CBS Playhouse | Episodio: Do Not Go Gentle into that Good Night
- Raymond Burr – Ironside | Episodio: World Premiere
- Van Heflin – A Case of Libel
- George C. Scott – The Crucible
- Eli Wallach – CBS Playhouse | Episodio: Dear Friends

### Migliore attrice in una serie drammatica
- Barbara Bain – Missione Impossibile
- Diana Rigg – Agente speciale
- Barbara Stanwyck – La grande vallata (The Big Valley)

### Migliore attrice in una serie comica
- Lucille Ball – Lucy Show
- Barbara Feldon – Get Smart
- Elizabeth Montgomery – Vita da strega
- Paula Prentiss – He & She
- Marlo Thomas – That Girl

### Miglior attrice protagonista in un singolo episodio di una serie drammatica
- Maureen Stapleton – Among the Paths to Eden
- Judith Anderson – Hallmark Hall of Fame | Episodio: Elizabeth the Queen
- Geneviève Bujold – Hallmark Hall of Fame | Episodio: Saint Joan
- Colleen Dewhurst – The Crucible
- Anne Jackson – CBS Playhouse | Episodio: Dear Friends

### Miglior attore non protagonista in una serie drammatica
- Milburn Stone – Gunsmoke | Episodio: Baker's Dozen
- Joseph Campanella – Mannix
- Lawrence Dobkin – CBS Playhouse | Episodio: Do Not Go Gentle into that Good Night
- Leonard Nimoy – Star Trek

### Miglior attore non protagonista in una serie comica o commedia
- Werner Klemperer – Gli eroi di Hogan
- Jack Cassidy – He & She
- William Demarest – Io e i miei tre figli (My Three Sons)
- Gale Gordon – Lucy Show

### Miglior attrice non protagonista in una serie drammatica
- Barbara Anderson – Ironside
- Linda Cristal – Ai confini dell'Arizona (The High Chaparal)
- Tessie O'Shea – The Strange Case of Dr. Jekyll and Mr. Hyde

### Miglior attrice non protagonista in una serie comica o commedia
- Marion Lorne – Vita da strega
- Agnes Moorehead – Vita da strega
- Marge Redmond – The Flying Nun
- Nita Talbot – Gli eroi di Hogan

### Migliore regia per una serie drammatica
- CBS Playhouse – Paul Bogart per l'episodio Dear Friends
- The Crucible – Alex Segal
- Missione Impossibile – Lee H. Katzin per l'episodio The Killing

### Migliore regia per una serie comica o commedia
- Get Smart – Bruce Bilson per l'episodio Maxwell Smart, Private Eye
- The Monkees – James Frawley per l'episodio The Devil and Peter Tork
- Quella strana ragazza – Danny Arnold per l'episodio That Girl

### Migliore sceneggiatura per una serie drammatica
- CBS Playhouse – Loring Mandel per l'episodio Do Not Gentle Into That Good Night
- CBS Playhouse – Reginald Rose per l'episodio Dear Friends
- Ironside – Don Mankiewicz per l'episodio World Premiere
- Missione Impossibile – Allan Balter e William Read Woodfield per l'episodio The Seal

### Migliore sceneggiatura per una serie comica o commedia
- He & She – Allan Burns e Chris Hayward per l'episodio The COming Out Party
- He & She – Leonard Stern e Arne Sultan per l'episodio The Old Man and The She
- Lucy Show – Milt Josefsberg e Ray Singer per l'episodio Lucy Gets Jack Benny's Account
- That Girl – Danny Arnold e Ruth Brooks Flippen per l'episodio The Mailman Cometh